# Magno III da Noruega
Magno III, também conhecido como Magno, o Descalço (em norueguês: Magnus 3 Berrføtt; em nórdico antigo: Magnús Berfœttr) ou Magno, filho de Olavo (Magnús Óláfsson; 1073 — 24 de agosto de 1103), foi rei da Noruega a partir de 1093 até a sua morte. Seu reinado foi marcado por campanhas e conquistas militares agressivas, principalmente nas partes dominadas pelos nórdicos das Ilhas Britânicas, onde estendeu seu domínio ao Reino das Ilhas e Dublin.

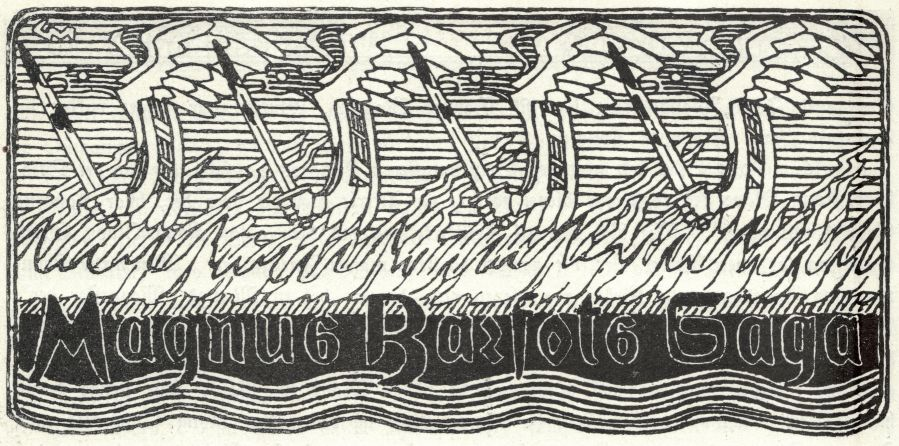
Ilustração da Saga de Magno, o Descalço

Era filho natural de Olavo III da Noruega e de Thron Jonsdatter. Magno III casou-se em 1101 com Margarida Fredkulla.
Desse casamento, são conhecidos os seguintes filhos:
- Eystein I da Noruega
- Sigurdo I da Noruega
- Olavo IV da Noruega